# Армонай
Армонай (Armonai) — село в Расейняйському районі, знаходиться за 1,5 км від села Каулакяй.
Згідно з переписом 2001 року в селі проживало 17 людей.

## Принагідно
- гугл-мапа

| Литва | Це незавершена стаття з географії Литви. Ви можете допомогти проєкту, виправивши або дописавши її. |